# Fousseny Coulibaly
Fousseny Coulibaly, né le 10 aout 1989, est un footballeur ivoirien qui évolue au poste de milieu de terrain à l'Espérance sportive de Tunis.

## Biographie
En décembre 2017, la Fédération tunisienne de football entreprend des démarches afin que Coulibaly obtienne la nationalité tunisienne en vue de son intégration dans la sélection nationale. En effet, il figure sur une liste de 27 joueurs convoqués pour un stage préparatoire à la coupe du monde 2018 mais finalement la fédération tunisienne de football se rétracte sur la décision. Il devient par la suite international ivoirien et joue 4 matches en sélection.

## Carrière
- 2010-août 2013 : Stella Adjamé ( Côte d'Ivoire)
- août 2013-juillet 2014 : Union sportive monastirienne ( Tunisie)
- depuis juillet 2014 : Espérance sportive de Tunis ( Tunisie)
  - janvier-juin 2015 : Stade tunisien ( Tunisie), en prêt
  - depuis juin 2015 : Espérance sportive de Tunis ( Tunisie)

## Palmarès
- Coupe de Côte d'Ivoire : 2012
- Coupe de Tunisie : 2016
- Championnat de Tunisie : 2017, 2018, 2019, 2020, 2021 et 2022
- Supercoupe de Tunisie : 2019, 2018-2019
- Championnat arabe des clubs : 2017
- Vainqueur de la Ligue des champions de la CAF (2) : 2018 et 2019 avec l'Espérance sportive de Tunis